# Susanne Porsche
Susanne Porsche (* 4. Juni 1952 als Susanne Bresser in Frankfurt am Main) ist eine deutsche Filmproduzentin und Investorin.

## Leben

### Beruflicher Werdegang
Im Medienbereich
Susanne Bresser arbeitete während ihres Medizinstudiums, das sie später ohne Abschluss zugunsten ihrer Tätigkeit im Medienbereich vorzeitig abbrach, ab 1979 eine Zeit lang als Moderatorin. Danach folgten Arbeiten als Autorin und Regisseurin für Kindersendungen, bevor sie sich 1983 als Produzentin selbständig machte.
1990 gründete Porsche die MPS mediaproductions by susanne porsche GmbH. Diese ging 2001 im Unternehmensverbund der Auratis AG auf.
2002 gründete sie die S.A.N.set Film & Fernsehproduktionen GmbH, die am 18. Dezember 2007 Insolvenz beantragte.
2007 gründete Susanne Porsche die summerset GmbH und ist dort weiter als selbständige Fernsehproduzentin tätig.
Im September 2010 übernahm Susanne Porsche die Neue Münchner Fernsehproduktion. Im Mai 2018 wurden sämtliche Anteile wieder veräußert.
Als Business Angel
Neben ihrer Tätigkeit in der Film- und Fernsehproduktion investiert Susanne Porsche in Start-up-Unternehmen (Stand 2018: 25). Ihr Engagement in diesem Bereich ist breit gefächert und reicht von Secucloud, einer Cloud-basierten Sicherheitssoftware über Terraloupe, das Luftbilder mit künstlicher Intelligenz analysiert, bis zu Auticon, das ausschließlich Menschen im Autismus-Spektrum als IT-Consultants einsetzt und Pflegebox, die Materialien für die häusliche Pflege liefert und den Kunden dabei unterstützt, die Kosten von den Krankenkassen ersetzt zu bekommen. Die Unternehmerin erhielt 2018 für ihr Engagement die Auszeichnung Goldene Aurora, die von BAND (Business Angels Netzwerk Deutschland) sowie von BAE (Business Angels Europe) jährlich an Europas weiblichen Business Angel verliehen wird.

### Privat
Susanne Porsche war von 1988 bis 2008 mit Wolfgang Porsche verheiratet und hat mit ihm zwei Söhne. Die Familie lebte in München und in Zell am See (Österreich). Seit 2018 lebt sie mit dem Rechtswissenschaftler Werner F. Ebke zusammen.

## Mitgliedschaften
Susanne Porsche ist Vorsitzende des Aufsichtsrates der in 2010 gegründeten Vermögenskultur AG, Gesellschaft für Familienvermögen und Stiftungen in München.
Sie war Mitglied im Beirat der Vodafone Stiftung.
Susanne Porsche engagiert sich in kulturellen Fragen. Seit 1999 ist sie Mitglied im erweiterten Vorstand des Fördervereins der Europäischen Akademie für Frauen in Politik und Wirtschaft.

## Ehrungen und Auszeichnungen
- 2002 wurde sie vom Österreichischen Bundesministerium für Bildung, Wissenschaft und Kultur mit dem Berufstitel „Professorin“ ausgezeichnet.
- 2005 wurde sie, wie auch Gerhard Ohneis, für ihre großen Verdienste um die Stadt München, insbesondere auch für ihr Engagement für die Bundesgartenschau München 2005, mit der Medaille „München leuchtet – Den Freunden Münchens“ in Gold geehrt.
- 2008 erhielt sie das Bundesverdienstkreuz am Bande.
- 2013 Bayerischer Verdienstorden
- 2015 Bayerische Staatsmedaille Innere Sicherheit

## Filmografie als Produzentin
- 2001: Feindliche Übernahme
- 2003: Mein Mann, mein Leben und du
- 2004: Tausendmal berührt
- 2005: Und ich liebe dich doch
- 2005: Im Himmel schreibt man Liebe anders
- 2008: Die Liebe ein Traum
- 2009: Sisi
- 2012: Die Verführerin Adele Spitzeder
- 2011–2018: Der Alte
- 2014: Wo wir sind ist oben